# Echion (Argonaut)
Echion (altgriechisch Ἐχίων Echíōn, genauer Ἐχίονος Echónos, deutsch ‚Sohn der Viper‘ von ἔχις échis, deutsch ‚Viper‘) ist in der griechischen Mythologie der Sohn des Hermes und der Antianeira.
Er war einer der Argonauten und nahm an der Jagd auf den Kalydonischen Eber teil.